# Lời nguyền số 39
Lời nguyền số 39 còn gọi là triakontenneaphobia, là nỗi sợ hãi con số 39 trong văn hóa Afghanistan. Tại một số vùng miền ở Afghanistan, con số này được coi là đáng nguyền rủa hoặc là biểu tượng của sự xấu hổ vì nó có liên quan đến mại dâm.
Nguồn gốc của sự mê tín về con số 39 không rõ ràng mà nhiều người kể là có liên quan đến gã ma cô được cho là sống ở thành phố Herat mang biệt danh số "39" dựa theo biển đăng ký chiếc xe hơi đắt tiền và số căn hộ của anh ta. Con số này được dịch thành morda-gow (nghĩa đen là "con bò chết"), một thuật ngữ tiếng lóng nổi tiếng dùng để chỉ ma cô. Số khác thì đổ lỗi cho các quan chức cảnh sát tham nhũng đã lan truyền tin đồn để tính phí từ 200 đến 500 đô la cho việc đổi một tấm biển số "39". Đến lượt mình, các quan chức lại đổ lỗi cho mấy tay đại lý xe hơi và "những người làm việc cho mafia [kẻ] bắt đầu tung tin đồn về số 39 để họ có thể mua được những chiếc xe có biển số 39 rẻ hơn và bán lại với giá cao hơn sau khi đổi biển số" theo lời Abdul Qader Samoonwal thuộc bộ phận Đăng ký Giấy phép và Giao thông của Kabul.
Biển đăng ký xe số 39 bị xem là điều không mong muốn đến mức các xe mang số này được cho là hầu như không thể nào bán nổi ở thủ đô Kabul. Những người lái xe cho biết đã nhận được sự lạm dụng, chế nhạo và sự chú ý không mong muốn khác từ khách bộ hành và tài xế khác đến nỗi một số người đành phải thay đổi biển số đăng ký để ngụy trang các con số này. Chuyện này làm phát sinh vấn nạn đặc biệt ở Kabul từ sau Tết Ba Tư vào tháng 3 năm 2011, khi chính phủ bắt đầu cấp biển số đăng ký bắt đầu bằng số 39. Bất chấp lời đe dọa bị phạt tiền, nhiều tài xế đã từ chối đăng ký xe của họ trong khi số 39 vẫn xuất hiện trên đó.
Những tài xế nào có biển số xe chứa các chữ số 39 thì cho biết họ từng nhận được những biệt danh như "Đại tá số 39". Chủ sở hữu điện thoại di động còn gặp phải các vấn đề tương tự, buộc họ phải ẩn ID người gọi của họ hoặc chuyển đổi số hoàn toàn mới yên được.
Trong cuộc bầu cử quốc hội Afghanistan năm 2010; hai người đã thiệt mạng khi vệ sĩ của ứng cử viên Mullah Tarakhil nổ súng vào dân thường sau một vụ tai nạn giao thông, có thể nhằm phản ứng với việc mọi người chế nhạo Tarakhil chỉ vì ông được xếp thứ 39 trong lá phiếu bầu.